# مسجد بازار شهرضا
مسجد بازار شهرضا مربوط به دوره قاجار است و در شهرضا، راسته بازار مرکزی، جنب حمام بازار واقع شده و این اثر در تاریخ ۲۳ شهریور ۱۳۸۲ با شمارهٔ ثبت ۱۰۲۴۵ به‌عنوان یکی از آثار ملی ایران به ثبت رسیده است.